# هنریک نیه‌بودک
هنریک نیه‌بودِک (لهستانی: Henryk Niebudeka؛ زادهٔ ۱ سپتامبر ۱۹۵۴) بازیگر اهل لهستان است.
از فیلم‌ها یا مجموعه‌های تلویزیونی که وی در آن‌ها نقش داشته‌است، می‌توان به خاکسپاری یک سیب‌زمینی، جهان به روایت خانواده کیپسکی، در خوشی و سختی، موج جرم و جنایت، عشق اول، کارآگاهان جنایی، دوران افتخار، پیت‌بول، پدر متیو، مزرعه، کمیسر آلکس، قانون حقیقی، پورنوگرافی و ۳۰۰ مایل تا بهشت اشاره نمود.